# Hospedería

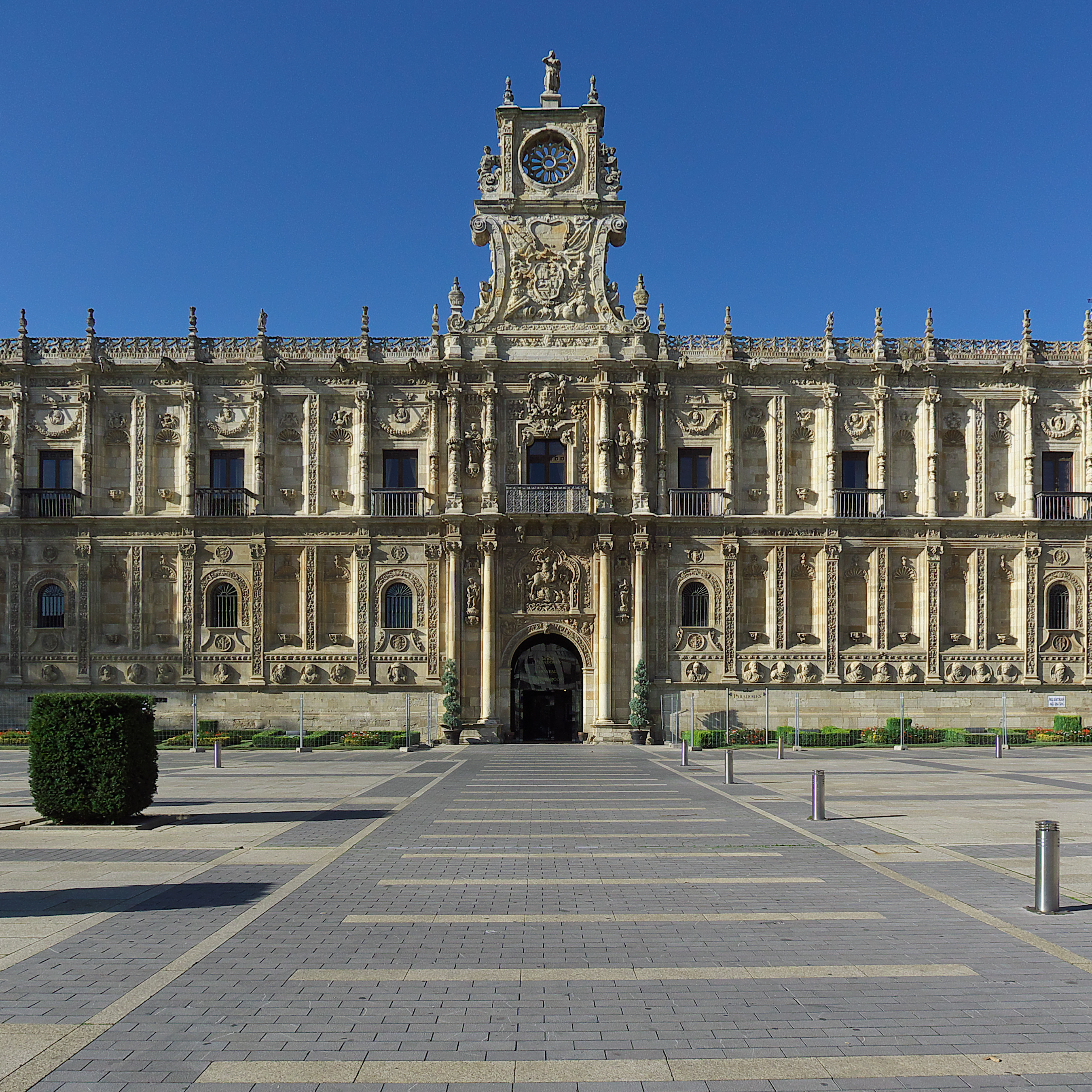
Convento de San Marcos (León). Portada

Una hospedería es un edificio hostelero que tuvo su origen en las casas de alojamiento para peregrinos, o las habitaciones destinadas en las comunidades religiosas para acoger huéspedes. En la actualidad pueden denominarse así diversos establecimientos gestionados por personas particulares, instituciones o empresas.

## Tipología
En España, además de las tradicionales hospederías históricas como las hospederías reales, pueden diferenciarse varios tipos de establecimientos, las de ámbito religioso, las turísticas estatales, las turísticas particulares y las hospederías del mar o servicio de alojamiento «para marinos que se encuentren en tránsito, tanto en los puertos como a bordo de buques».

## Historia
En Europa, el modelo de la hospedería aparece unido a la primitiva red de servicios de Camino de Santiago. Uno de los ejemplos monumentales de ese capítulo de la Historia es San Marcos, en León, hospital para refugio de los peregrinos.
Con el descubrimiento de América, se crea en la capital sevillana el precedente de las actuales hospederías del mar, con la fundación en torno a 1505 de la Hospedería de Indias al sur de la Casa Grande, diseñada para que se hospedasen los frailes que se encontraban en la ciudad esperando la salida de su flota hacia América o Filipinas, especialmente activo en los siglos xvi y xvii.

## Evolución de las hospederías en España
Desde finales del siglo xx, el espíritu renovado y esencialmente modificado de las hospederías se ha ido incorporando a la escalada de la cultura del turismo, como una oferta más de alojamiento, y cubriendo casi todo el espectro económico, desde la modesta hospedería rural, bien religiosa o seglar, hasta las llamadas hospederías reales de la más alta categoría. Varias autonomías han trabajado esa línea de desarrollo (pueden destacarse quizá Aragón, Extremadura, Castilla y León, Castilla-La Mancha, Cataluña, la Comunidad Valenciana, La Rioja; aunque la moda se ha ido extendiendo). No siempre se trata de antiguas hospederías en su origen, mezclándose los monasterios medievales, con antiguos palacios, conventos, casonas u otros edificios de arquitectura tradicional o popular. Sí coinciden casi todas las fuentes en la aplicada tarea de rehabilitación arquitectónica, como –por citar tres ejemplos casi al azar- en los espacios dedicados a hospedería del monasterio de Rueda, a 70 kilómetros de Zaragoza, el monasterio del Paular en la sierra del Guadarrama, o el monasterio de Tejeda, en la provincia de Cuenca.
Ya en el siglo xxi casi todas las instituciones católicas que tienen edificio explotan un modelo de turismo del descanso, poniendo a disposición de los posibles huéspedes un tipo de alojamiento en convivencia con las comunidades religiosas, aunque apartados de los monjes y monjas de clausura y sometidos a una selección previa. Se han ofrecido cifras de establecimientos de este sector trabajando en la oferta de hospedería que sobrepasan el centenar de monasterios y conventos de los más de 800 que hay en la actualidad en España.